# Joyce Fitch
Joyce Fitch Rymer (Victòria, Austràlia, 3 d'abril de 1922 − Auckland, Nova Zelanda, 26 de juliol de 2012) va ser una tennista australiana durant la dècada de 1940.
En el seu palmarès destaca un títol de Grand Slam en dobles femenins l'any 1946, però va arribar a disputar un total de set finals de Grand Slam en totes tres modalitats, sempre a l'Australian Championships.
L'any 1951 es va casar amb John Oliver Rymer a Arncliffe i va apartar-se del circuit fins a l'any 1955, que va tornar a jugar amb la seva parella més habitual Mary Bevis Hawton.

## Torneigs de Grand Slam

### Individual: 1 (0−1)
| Resultat  | Núm. | Any  | Campionat                | Oponent             | Marcador |
| --------- | ---- | ---- | ------------------------ | ------------------- | -------- |
| Finalista | 1.   | 1946 | Australian Championships | Nancye Wynne Bolton | 6−4, 6−4 |

### Dobles femenins: 2 (1−1)
| Resultat   | Núm. | Any  | Campionat                | Parella           | Oponents                              | Marcador |
| ---------- | ---- | ---- | ------------------------ | ----------------- | ------------------------------------- | -------- |
| Guanyadora | 1.   | 1946 | Australian Championships | Mary Bevis Hawton | Nancye Wynne Bolton Thelma Coyne Long | 9−7, 6−4 |
| Finalista  | 1.   | 1947 | Australian Championships | Mary Bevis Hawton | Nancye Wynne Bolton Thelma Coyne Long | 3−6, 3−6 |

### Dobles mixts: 4 (0−4)
| Resultat  | Núm. | Any  | Campionat                    | Parella       | Oponents                       | Marcador        |
| --------- | ---- | ---- | ---------------------------- | ------------- | ------------------------------ | --------------- |
| Finalista | 1.   | 1946 | Australian Championships     | John Bromwich | Nancye Wynne Bolton Colin Long | 0−6, 4−6        |
| Finalista | 2.   | 1947 | Australian Championships (2) | John Bromwich | Nancye Wynne Bolton Colin Long | 3−6, 3−6        |
| Finalista | 3.   | 1949 | Australian Championships (3) | John Bromwich | Doris Hart Frank Sedgman       | 1−6, 7−5, 10−12 |
| Finalista | 4.   | 1950 | Australian Championships (4) | Eric Sturgess | Doris Hart Frank Sedgman       | 6−8, 4−6        |

## Trajectòria

### Individual
| Australian Championships | F | QF | A | 2R | SF | SF | 0 / 5 |
| Internationaux de France | A | A  | A | A  | A  | A  | 0 / 0 |
| Wimbledon | A | A  | A | 4R | A  | A  | 0 / 1 |
| US Championships | A | A  | A | A  | A  | A  | 0 / 0 |
| Llegenda: G: Guanyadora; F: Finalista; SF: Semifinalista; QF: Quarts de final; Q: Qualificació; A: Absent; RR: Round Robin; |   |    |   |    |    |    |       |

### Dobles femenins
| Australian Championships | G | F | A | QF | SF | F | 1 / 5 |
| Internationaux de France | A | A | A | A  | A  | A | 0 / 0 |
| Wimbledon | A | A | A | 2R | A  | A | 0 / 1 |
| US Championships | A | A | A | A  | A  | A | 0 / 0 |
| Llegenda: G: Guanyadora; F: Finalista; SF: Semifinalista; QF: Quarts de final; Q: Qualificació; A: Absent; RR: Round Robin; |   |   |   |    |    |   |       |

### Dobles mixts
| Australian Championships | F | F | A | F | F | SF | 0 / 5 |
| Internationaux de France | A | A | A | A | A | A  | 0 / 0 |
| Wimbledon | A | A | A | A | A | A  | 0 / 0 |
| US Championships | A | A | A | A | A | A  | 0 / 0 |
| Llegenda: G: Guanyadora; F: Finalista; SF: Semifinalista; QF: Quarts de final; Q: Qualificació; A: Absent; RR: Round Robin; |   |   |   |   |   |    |       |